# Ryō Fukudome
Ryō Fukudome (japanisch 福留 亮 Fukudome Ryō; * 26. Juni 1978 in der Präfektur Kumamoto) ist ein ehemaliger japanischer Fußballspieler.

## Karriere
Fukudome erlernte das Fußballspielen in der Schulmannschaft der Ozu High School. Seinen ersten Vertrag unterschrieb er 1997 bei den Kyoto Purple Sanga. Der Verein spielte in der höchsten Liga des Landes, der J1 League. 1999 wechselte er zum Zweitligisten Sagan Tosu. Für den Verein absolvierte er 60 Spiele. Ende 2002 beendete er seine Karriere als Fußballspieler.